# City (Kunstwerk)
City ist eine Land-Art-Skulptur von Michael Heizer in Garden Valley, einem Wüstental im Lincoln County im US-Bundesstaat Nevada. Mit einer Länge von über einer Meile (etwa 1,6 Kilometer) ist es das größte zeitgenössische Kunstwerk, das je gebaut wurde. Der Bau begann im Jahr 1972, dauerte 50 Jahre und kostete schätzungsweise 40 Millionen Dollar. City wird von der Triple Aught Foundation verwaltet und ist seit 2. September 2022 eingeschränkt für Besichtigungen nur mit Reservierung und für maximal sechs Besucher pro Tag geöffnet.

## Konzept
City, vergleichbar mit Heizers Double Negative (1969), gilt mit einer Fläche von etwa 2 Kilometern mal 0,4 Kilometern (ungefähr so groß wie die National Mall) als eine der größten Skulpturen, die je geschaffen wurden. Es wurde unter Verwendung von Erde, Gestein, Sand und Beton aus der Umgebung und mit Hilfe schwerer Maschinen zusammengebaut. Es besteht aus fünf Phasen, jede davon aus einer Anzahl von Strukturen, die Komplexe genannt werden, wobei einige der Strukturen eine Höhe von 80 Feet erreichen.
City versucht antike Monumente, Minimalismus und Industrietechnologie zu vereinen. Inspiriert wurde Heizer, als er Yucatan besuchte und sich mit Chichen Itza beschäftigte.

## Finanzierung und Besichtigungsmöglichkeit
City wurde von verschiedenen Stiftungen finanziert, darunter der Dia Art Foundation und der Lannan Foundation. Die geschätzten Gesamtkosten betrugen über 40 Millionen US-Dollar. Heizer vollendete City 2022. In seinem Team waren etwa ein Dutzend Personen beteiligt. Ursprünglich war eine Fertigstellung 2010 vorgesehen.
City ist im Besitz der Non-Profit-Organisation Triple Aught Foundation, welche sie auch verwaltet. In dieser Foundation sind sowohl Heizer als auch andere Leiter von Kunstorganisationen vertreten.
City ist im Rahmen ihres Konservierungsabkommens eingeschränkt öffentlich zugänglich. Ein Besuch ist nur an bestimmten Tagen nach Online-Reservierung möglich, wobei Besucher zum und vom Kunstwerk transportiert werden. Für Einwohner der Counties Lincoln, Nye, and White Pine in Nevada ist der Zugang kostenlos, der normale Eintritt beträgt 150 US-Dollar.